# HIStory2 - Right or Wrong
HIStory2 - Right or Wrong (HIStory2- 是非) è una miniserie di 8 episodi, appartenente alla serie televisiva antologica taiwanese HIStory, pubblicata sul servizio streaming CHOCO TV (e in latecast su Line TV) dal 30 gennaio al 21 febbraio 2018.

## Trama
Fei Sheng Zhe è uno studente universitario che un giorno, per strada, incontra una bambina di 6 anni, You You, e si offre di accompagnarla a casa, pensando si sia persa. Arrivato a casa della bambina, scopre che si tratta della figlia di un suo professore: Shi Yi-jie, un professore associato del dipartimento di antropologia, il quale è da anni divorziato dalla moglie che vive all'estero. Date le sue difficoltà nel prendersi da solo cura di You You, l'uomo decide di assumere Xiao Fei come baby sitter della figlia. Dopo anni di stacanovismo lavorativo, incuria domestica e alimentazione scriteriata la presenza di Xiao Fei porta enormi cambiamenti nella vita di You You e Shi Yi-Jie, che comincia a provare dei sentimenti per il ragazzo, il quale non gli è indifferente.

## Personaggi e interpreti
- Shi Yi-jie, interpretato da Jiang Chang Hui
Professore associato di 31 anni del dipartimento di antropologia. I suoi studenti lo considerano troppo severo ma nonostante il suo carattere freddo e schietto, è una brava persona ed è estremamente geloso e protettivo con le persone a cui tiene.
- Fei Sheng Zhe, interpretato da Zhang Hang
Studente universitario di 19 anni che viene assunto da Yi-jie per fare da tata alla figlia. È omosessuale e in passato è stato preso di mira da alcuni compagni che lo prendevano in giro per questo motivo. È un ragazzo buono, gentile, altruista e abbastanza tranquillo, anche se tende alla negatività e al pessimismo.
- Shi Ke-you ("You You"), interpretata da Ye Yi-en
Figlia di 6 anni di Yi-jie. È una bambina allegra e sorridente che si affeziona moltissimo a Fei Sheng Zhe che chiama fratellone. Le piacciono molto i budini.
- Ye Wen-ling ("Ye Zi"), interpretata da Shelby Su
Migliore amica di Xiao Fei fin dalle superiori. È una ragazza dal carattere forte e si preoccupa molto per Xiao Fei.
- Zhou Xin-ru, interpretata da Lia Kang
Ex moglie di Yi-jie e madre di You You. Ha abbandonato la famiglia trasferendosi all'estero perché stanca di dover sempre badare a You You che da piccola era di salute cagionevole.
- Zhou Shao-an, interpretato da Chu Meng-hsuan
Compagno di classe di Xiao Fei e fratello minore di Xin-ru. Ye xi crede che sia gay e che abbia una cotta per Xiao Fei ma in realtà è proprio lei la persona di cui Shao-an è innamorato.
- Auntie Juan, interpretata da Chao Yung-hsin
Madre di Xiao Fei. Ha conosciuto Shi Yi-Jie quando era bambino.
- Jiang Zhao-peng, interpretato da Oscar Chiu
Amico di Yi-jie.

## Episodi
| Episodi | Pubblicazione    |
| ------- | ---------------- |
| 1       | 30 gennaio 2018  |
| 2       | 30 gennaio 2018  |
| 3       | 6 febbraio 2018  |
| 4       | 7 febbraio 2018  |
| 5       | 13 febbraio 2018 |
| 6       | 14 febbraio 2018 |
| 7       | 20 febbraio 2018 |
| 8       | 21 febbraio 2018 |